# Xã Scott, Quận Johnson, Iowa
Xã Scott (tiếng Anh: Scott Township) là một xã thuộc quận Johnson, tiểu bang Iowa, Hoa Kỳ. Năm 2010, dân số của xã này là 2.144 người.